# 조은숙
조은숙(趙銀淑, 1970년 8월 7일 ~ )은 대한민국의 배우이다.

## 학력
- 서울종암초등학교 (졸업)
- 성신여자중학교 (졸업)
- 성신여자고등학교 (졸업)
- 한양여자전문대학 문예창작학과 (졸업)

## 연기 활동

### 드라마
- 1997년 KBS1 TV문학관 《아들과 함께 걷는 길》
- 1997년 KBS2 월화 미니시리즈 《프로포즈》 ... 이윤주 역
- 1997년 MBC 주말연속극 《예스터데이》 ... 봉정아 역
- 1997년 SBS 주말극장 《아름다운 죄》 ... 김영희 역
- 1998년 KBS2 주말연속극 《야망의 전설》 ... 영주 역
- 1999년 KBS2 납량특집 미니시리즈 《전설의 고향 - 살아있는 무덤》 ... 당골네 역
- 2000년 SBS 청춘시트콤 《골뱅이》 ... 철학과 조교 자영 역
- 2000년 MBC 주간시트콤 《세 친구》 ... 조은숙 역
- 2000년 iTV 일일시트콤 《헬로우 닥터》 ... 조은숙 역
- 2001년 MBC 베스트극장 《내 약혼녀 이야기》 ... 선아 역
- 2001년 iTV 주간시트콤 《립스틱》 ... 조은숙 역
- 2001년 KBS2 일일시트콤 《멋진 친구들 Ⅱ》 ... 은숙 역
- 2002년 MBC 베스트극장 《베일 속의 키스》 ... 소희 역
- 2003년 KBS2 월화 미니시리즈 《여름 향기》 ... 오장미 역
- 2004년 KBS2 드라마시티 《백수와 건달》 ... 영실 역
- 2004년 SBS 드라마스페셜 《파란만장 미스김 10억 만들기》 ... 한지희 역
- 2004년 KBS2 드라마시티 《행운 반납》 ... 경아 역
- 2004년 KBS2 드라마시티 《리나, 죽기로 결심하다》 ... 리나 역
- 2004년 KBS2 드라마시티 《우리 가족》 ... 지수 역
- 2005년 SBS 주말 특별기획 드라마 《봄날》 ... 윤숙 역
- 2005년 KBS1 TV소설 《바람꽃》 ... 조순금 역
- 2005년 KBS2 드라마시티 《기억이 사랑에게 묻다》 ... 송미연 역
- 2005년 KBS2 수목 미니시리즈 《장밋빛 인생》 ... 오미자 역
- 2005년 KBS2 드라마시티 《심씨의 하루》 ... 김수정 역
- 2006년 SBS 월화 미니시리즈 《101번째 프러포즈》 ... 노정순 역
- 2007년 KBS2 농촌드라마 《산너머 남촌에는》 ... 김승주 역
- 2007년 KBS2 아침 일일연속극 《착한여자 백일홍》 ... 정진봉 역
- 2008년 OBS 일일시트콤 《오포졸》 ... 기생 명월 역
- 2008년 KBS2 납량특집 드라마 《전설의 고향 - 아가야 청산가자》 ... 당골네 역
- 2011년 KBS2 수목 미니시리즈 《프레지던트》 ... 주일란 역
- 2012년 MBC 주말 특별기획 드라마 《무신》 ... 간난 역
- 2012년 KBS2 수목 미니시리즈 《세상 어디에도 없는 착한남자》 ... 강초코의 어머니 역 (특별출연)
- 2012년 KBS2 주말연속극 《내 딸 서영이》 ... 윤소미 역
- 2013년 MBC 주말연속극 《금 나와라, 뚝딱!》 ... 행자 역
- 2013년 KBS1 주말 특별기획 대하드라마 《대왕의 꿈》 ... 계백의 처 역
- 2014년 KBS2 드라마 스페셜 《그 여름의 끝》 ... 한수경 역
- 2015년 KBS2 저녁 일일연속극 《오늘부터 사랑해》 ... 한선숙 역
- 2015년 KBS2 TV소설 《별이 되어 빛나리》 ... 오애숙 역
- 2016년 tvN 금토 미니시리즈 《신데렐라와 네명의 기사》 ... 강현민의 어머니 역
- 2016년 KBS2 저녁 일일연속극 《다시, 첫사랑》 ... 윤화란 역
- 2017년 KBS2 TV소설 《꽃 피어라 달순아!》 ... 서미령 역
- 2019년 KBS2 아침 일일연속극 《차달래 부인의 사랑》 ... 박부인 역 (86회~93회까지 출연)
- 2019년 TV조선 주말 특별기획드라마 《간택 - 여인들의 전쟁》 ... 대비 김씨 역
- 2021년 KBS1 저녁 일일연속극 《국가대표 와이프》 ... 오풍금 역
- 2021년 KBS2 주말연속극 《신사와 아가씨》 ... 미소철강 안주인 역 (특별출연)
- 2023년 MBC 저녁 일일연속극 《하늘의 인연》 ... 나정임 역
- 2025년 KBS2 수목드라마 《내 여자친구는 상남자》 ... 김은숙 역

### 영화
- 1994년 《이도백화》 ... 연변일보 기자 역
- 1995년 《헤어드레서》 ... 메이크업 아티스트 역
- 1996년 《돼지가 우물에 빠진 날》 ... 매표소직원 민재 역
- 1996년 《깡패 수업》 ... 술집작부 삼순 역
- 1997년 《내! 아바디 오마니》
- 1998년 《까》 ... 은숙 역
- 1998년 《초시공애》(홍콩) ... 관 역
- 2000년 《신혼여행》 ... 정은진 역
- 2003년 《플라스틱 트리》 ... 원영 역
- 2003년 《순수》
- 2005년 《종려나무 숲》 ... 봉애 역
- 2016년 《올레》 ... 선미 역
- 2022년 《인연을 긋다》 ... 김혜란 역

### 연극
- 1991년 《사주팔자를 고칩니다》
- 1992년 《하늘을 바라보는 여인》
- 1993년 《나의 라임 오렌지나무》
- 2006년 《옥수동에 서면 압구정동이 보인다》

## 예능
- 1995년 HBS 《코미디라인》〈애수의 소야곡〉 ... 꽁트
- 2001년 KBS1 《가족오락관》 ... 7월 28일 출연
- 2003년 KBS2 《해피투게더》 ... 9월 18일 출연
- 2003년 SBS 《뷰티풀 선데이》 ... 12월 6일 출연
- 2003년 ~ 2004년 SBS 《최수종쇼》 ... 패널
- 2004년 MBC 《브레인 서바이버》 ... 11월 14일 출연
- 2004년  MBC 《유재석 김원희의 놀러와》 ... 패널
- 2010년 스토리온 《따라하면 나도 부자!》 ... MC
- 2011년 스토리온 《따라하면 나도 부자! 2》 ... MC
- 2013년 MBC 《스타 다이빙 쇼 스플래시》 ... 게스트
- 2016년 SBS 《동상이몽, 괜찮아 괜찮아》 ... 게스트
- 2017년 JTBC 《여행수다 나를 찾아서》 ... 게스트
- 2021년 SBS 《쩐당포》 ...게스트

## 음반
- 2001년 《조은숙 Mind Control Funny Diet》

## 수상 및 후보
| 연도 | 시상식            | 부문        | 작품                              | 결과 |
| ---- | ----------------- | ----------- | --------------------------------- | ---- |
| 1996 | 제17회 청룡영화제 | 여우조연상  | 돼지가 우물에 빠진 날             | 수상 |
| 1997 | 제20회 황금촬영상 | 신인여우상  | 돼지가 우물에 빠진 날             | 수상 |
| 1998 | KBS 연기대상      | 여우조연상  | 야망의 전설                       | 수상 |
| 2015 | KBS 연기대상      | 여자 조연상 | 오늘부터 사랑해, 별이 되어 빛나리 | 후보 |

## 가족 관계
- 시아버지: 박병일 (1934년 3월 7일 ~ 2005년 7월 11일) - 제11대 국회의원
- 시어머니: 유영주
- 아버지: 조경진 (1939년 ~ 2021년 3월 24일)
- 여동생: 조명숙
- 남동생: 조철현
- 배우자: 박덕균
  - 장녀: 박윤 (2007년 ~ ) - 선화예술중학교 재학
  - 차녀: 박혜민 (2009년 9월 10일 ~ ) - 경복초등학교 재학
  - 삼녀: 박혜랑 (2011년 6월 3일 ~ ) - 와부초등학교 재학